# Louise Ottová-Petersová
Louise Otto-Peters také Luise Otto-Peters, pseudonymy Otto Stern, Malwine von Steinau, (26. března 1819 Míšeň – 13. března 1895 Lipsko) byla německá sociálně-kritická spisovatelka, aktivistka a spoluzakladatelka německého měšťanského hnutí za práva žen.

## Život
Louise Ottová byla nejmladší ze čtyř dcer soudního úředníka a senátora města Míšně Fürchtegotta Wilhelma Otty (1776–1835) a jeho manželky Charlotte Ottové, roz. Matthäi (1781–1835). Prostřednictvím četby novin se brzy dostala do kontaktu s aktuálními politickými událostmi. Doba jejího dětství byla poznamenána národními aspiracemi, které stály u vzniku jednotného německého státu, a protichůdnou restaurační politikou, která proti novým hnutím postupovala represivně. Zároveň s počínající industrializací vyvstaly nové sociální problémy. Navzdory příslušnosti k měšťanské střední třídě skončilo její vzdělání zahrnující vedle školní docházky také domácí vyučování ve věku 14 let, což bylo tehdy u dívek obvyklé. Jako většina německých spisovatelek její doby se potom musela vzdělávat sama. Kvůli smrti svých rodičů přešla šestnáctiletá Louise do péče své tety. Další rána osudu nastala v roce 1840, když před svatbou zemřel její snoubenec drážďanský advokát a básník Gustav Müller.
Roku 1842 přišel její literární debut v týdeníku Meißener gemeinnützigen Wochenblatt. V roce 1844 vyšel její první politicky motivovaný článek, který publikoval politik a básník Robert Blum ve svých novinách Sächsische Vaterlands-Blätter. V tomto článku vyzvala 23letá autorka ženy, aby pomáhaly vytvářet politický život, což není jen jejich právo, ale také povinnost. Jednalo se o reakci na výzvu novin na formulaci stanoviska týkajícího se „účasti žen na životě státu“. Od této doby Ottová pro Sächsische Vaterlands-Blätter psala pravidelně, i když pod pseudonymem Otto Stern, protože v tuto chvíli ještě nebylo považováno za vhodné, aby se k politickým otázkám veřejně vyjadřovala žena. Dne 12. srpna 1845 byla Ottová v Lipsku svědkyní krvavého potlačení demonstrace občanů během pobytu saského prince Jana, při níž bylo zastřeleno sedm lidí. Své dojmy zpracovala v sociálně-kritickém románu Schloß und Fabrik (1846), jenž byl zabaven cenzory a publikován až po přepracování. Publikovaná báseň Vom Dorfe v listě Meißner Wochenblatt, která kriticky reflektuje lipský masakr, byla předmětem jedné zprávy Saského ministerstva vnitra. Politická spoluúčast žen, jakou Ottová požadovala, nebyla zajištěna ani u progresivních politických hnutí. Na zasedáních německého Národního shromáždění v průběhu březnové revoluce 1848 nesměly ženy hlasovat. V roce 1849 založila Ottová první německé noviny pro ženy Frauen-Zeitung (1849–1852) s úvodním mottem „Přijímám občanky do říše svobody“. Již roku 1850 však muselo být vydavatelství přemístěno z Großenhainu do Gery v Durynsku, neboť „Nový saský tiskový zákon“ stanovil v paragrafu 12, že v čele novin mohou být pouze muži, a to i v ženských novinách. Tento zákon byl přijat pod názvem Lex Otto s cílem zabránit vydavatelce v účasti na politickém životě.
V roce 1850 se Ottová seznámila se svým pozdějším manželem spisovatelem a novinářem Augustem Petersem (pseudonym: Elfried von Taura). Peters se podílel na vzpouře v Drážďanech v roce 1849, a dostal se proto do vězení ve Waldheimu jako revolucionář. Až do jeho propuštění roku 1858 se pár vídal jen jednou ročně. V roce 1858 se Ottová za Peterse, jenž byl kvůli nelidským podmínkám ve vězení smrtelně nemocný, provdala. Roku 1860 se pár odstěhoval do Lipska. Zde Peters založil Mitteldeutsche Volkszeitung a Louise Ottová-Petersová převzala od roku 1862 až do doby krátce po předčasné smrti svého muže roku 1864 vedení fejetonů.
Ottová-Petersová, která i přes svůj původ zažila diskriminaci na základě pohlaví, viděla nadále svůj hlavní úkol v boji za práva žen a za ženskou emancipaci. Svůj boj za rovnost žen stavěla na hesle: jeden za všechny – všichni za jednoho. Kromě toho však ve svých novinových článcích odsuzuje sociální nerovnost a vykořisťování dělníků v průběhu industrializace, jehož byla osobně ušetřena. Využívání časopisu jako média pro tyto politické požadavky se ukázalo jako účinná strategie, jak dát ženám hlas v celospolečenské debatě. V roce 1865 svolala první „Všeněmeckou konferenci žen“ v Lipsku, která měla propojit jednotlivé ženské organizace. V témže roce založila společně se spisovatelkou Auguste Schmidtovou „Všeobecný německý ženský spolek“, kterému předsedala až do své smrti v roce 1895. Od roku 1866 redigovala časopis Neue Bahnen (1866–1895), který fungoval jako orgán „Všeobecného německého ženského spolku“ a do nějž napsala řadu společensky kritických článků. Souběžně se svou žurnalistickou a novinářskou prací vytvořila několik románů a povídek.
Louise Ottová-Petersová zemřela v Lipsku 13. března 1895 ve věku 76 let. Pohřbena je na lipském hřbitově Johannisfriedhof.

## Literární dílo

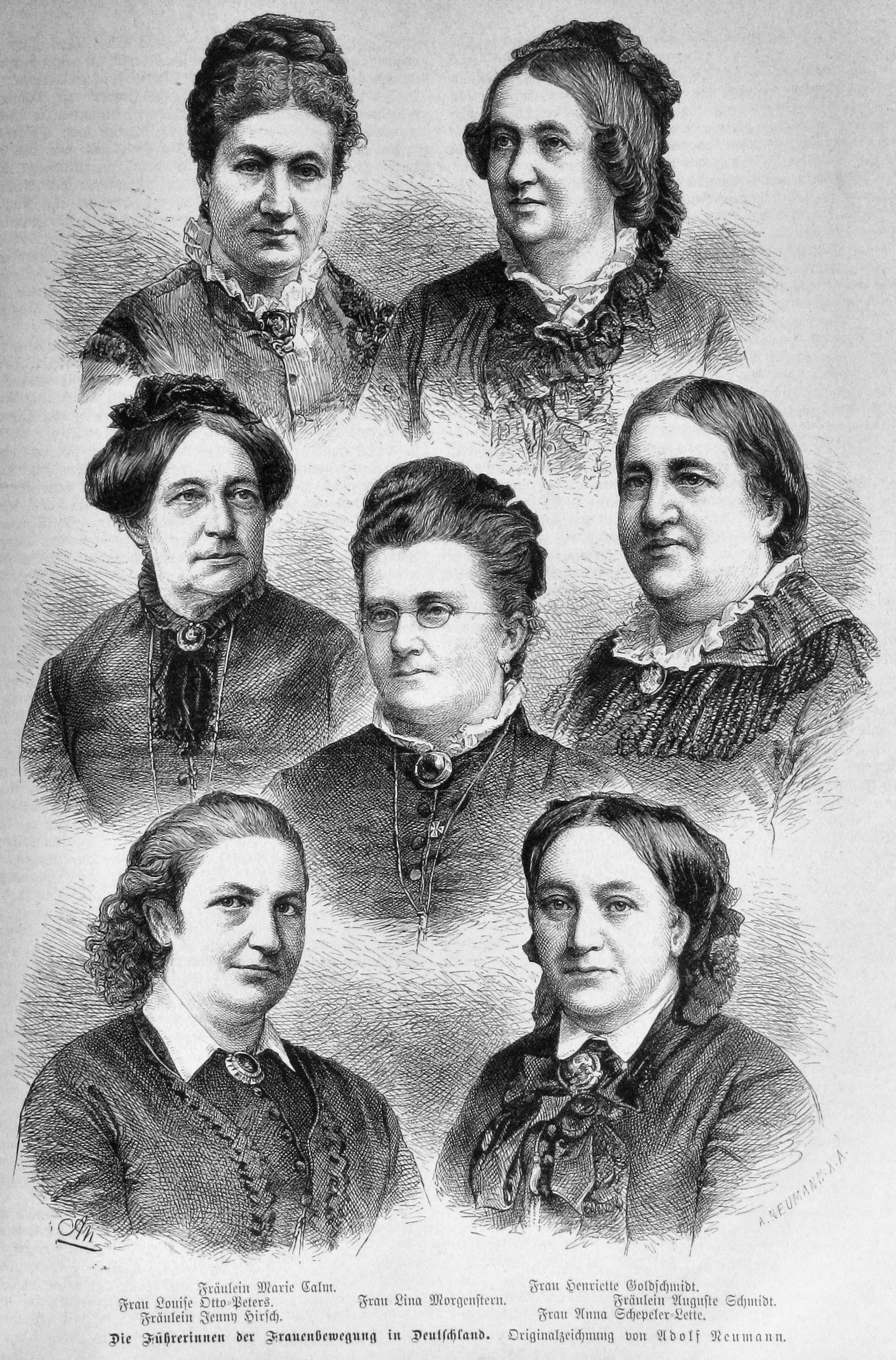
Představitelky německého ženského hnutí v časopise Die Gartenlaube (1883). Louise Ottová-Petersová je v prostřední řadě nalevo

Dílo Ottové-Petersové se skládá z historických, převážně vícesvazkových románů, novel, poezie, jakož i politických, literárních a umělecko-kritických esejů. Autorka se věnuje také problematickému vztahu mezi literaturou a uměním a vztahu mezi reálnou politikou a životem společnosti. Její nejvýznamnější román Schloß und Fabrik (Zámek a továrna) z roku 1846 je příkladem sociálně-kritického románu z doby před revolucí. Příběh třídního boje v období začínající industrializace řeší mimo jiné konflikty mezi pohlavími a ukazuje silné ženské postavy.
Lyrická tvorba Ottové-Petersové reflektuje nelidské pracovní podmínky dělnic, jichž byla ve 40. letech svědkyní na své cestě Krušnými horami. Poetická kvalita básně Die Klöpplerinnen (Krajkářky), která vyplynula z jejích cestovatelských dojmů, nedosahuje úrovně přibližně ve stejnou dobu vzniklého textu Die Schlesischen Weber (1844) od Heinricha Heineho. Také autorčin záměr je mnohem umírněnější. Zatímco Heine zachycuje hněv vykořisťovaných tkalců, což vede nakonec ke vzpouře, Ottová-Petersová apeluje na vyšší třídu, aby zlepšila neúnosnou situaci.
Mezi jejími programovými texty pro raně měšťanské ženské hnutí nalezl obzvláště silnou odezvu text Frauen auf Erwerb (Ženy na výdělek). Zde autorka požaduje rozšíření výchovy, vzdělávání a pracovních příležitostí pro ženy. Louise Ottová-Petersová vedla rovněž v různých novinových článcích kampaň za vytvoření německé národní opery a sama je také autorkou libret, například Die Nibelungen (1845). V roce 1893, krátce před její smrtí, vyšel výběr básní Mein Lebensgang, které byly vydány společně s autobiografií.

## Recepce
Pamětní deska na jejím rodném domě v Míšni připomíná Ottovou-Petersovou jako „zakladatelku a vůdčí představitelku německého ženského hnutí“. Jako aktivistka za práva žen skutečně předstihla svou dobu, kdy ženy nesměly volit, studovat nebo zastávat politickou funkci. Její progresivní politické a sociální požadavky neztratily svůj význam dodnes.
Její literární tvorba, zejména román Schloß und Fabrik (1846), se dočkaly popularity v dělnickém prostředí. Její role sociálně-kritické spisovatelky dobře zapadala do socialistické ideologie bývalé NDR. V roce 1954 zde o ní vyšel životopisný román Heddy Zinnerové Nur eine Frau (Jen žena). O čtyři roky později se do kin dostala stejnojmenná filmová verze románu od režiséra Carla Balhause.
V roce 1993 byla v Lipsku založena společnost Louise-Otto-Peters-Gesellschaft e.V. s cílem propagovat život a dílo básnířky, spisovatelky a novinářky Louise Ottové-Petersové. Louise-Otto-Peters-Archiv, založený roku 1997 shromažďuje, indexuje a zpřístupňuje všechny její publikace. Od roku 2015 uděluje město Lipsko cenu Louise Ottové-Petersové s odměnou 5000 € za vynikající výsledky v oblasti zrovnoprávnění žen a mužů.

## Výběrová bibliografie

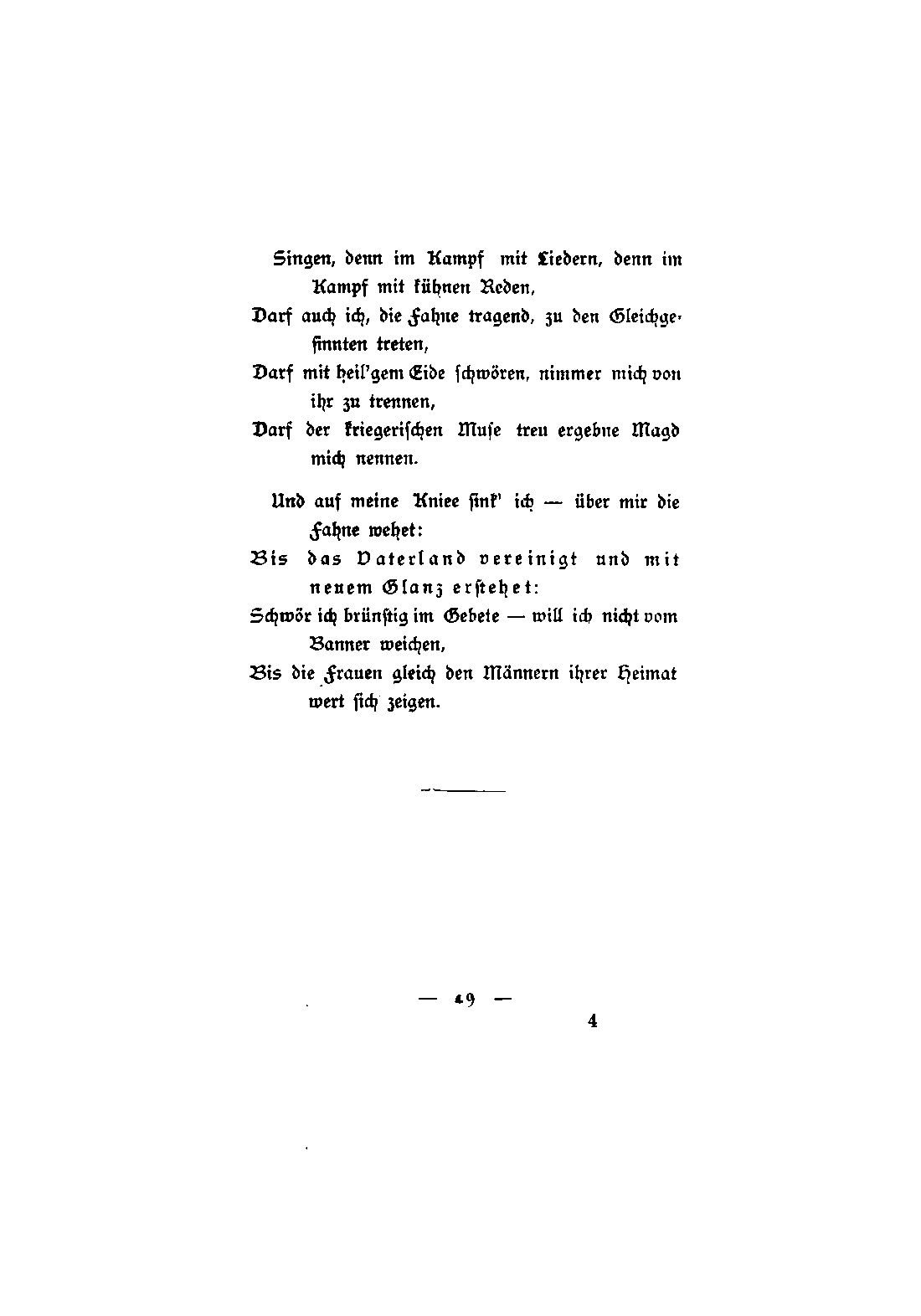
Text básně Mein Lebensgang

### Poezie
- Römisch und Deutsch, Leipzig 1847.
- Lieder eines deutschen Mädchens, Leipzig 1847.
- Mein Lebensgang : Gedichte aus fünf Jahrzehnten. Schäfer, Leipzig 1893, Dostupné online

### Povídky
- Aus der neuen Zeit: Novellen und Erzählungen. A. Wienbrack, Leipzig 1845. Dostupné online

### Romány
- Ludwig der Kellner : Roman. A. Wienbrack, Leipzig 1843. Bd. 1 Dostupné online, Bd. 2 Dostupné online
- Kathinka: ein Roman. A. Wienbrack, Leipzig 1844. Bd. 1 Dostupné online
- Die Freunde: Roman. A. Wienbrack, Leipzig 1845. Bd. 1 Dostupné online
- Schloß und Fabrik. A. Wienbrack, Leipzig 1846. Bd. 1 Dostupné online, Bd. 2 Dostupné online, Bd. 3 Dostupné online
- Ein Bauernsohn : Eine Erzählung für das Volk aus der neuesten Zeit. A. Wienbrack, Leipzig 1849. Dostupné online
- Zerstörter Friede : Roman. Hermsdorf und Holfeld, Jena 1866. Dostupné online
- Die Nachtigall von Werawag (Roman). Freiburg 1887.

### Publicistika
- Frauen-Zeitung, 1849–1853.
- Das Recht der Frauen auf Erwerb : Blicke auf das Frauenleben der Gegenwart. Leipzig 1866.
- Frauenleben im Deutschen Reich : Erinnerungen aus der Vergangenheit mit Hinweis auf Gegenwart und Zukunft'. Schäfer, Leipzig 1876. Dostupné online
- Geistliche Fürsten und Herren in Deutschland bis zur Säkularisation 1803. Heinrich Matthes, Leipzig 1869. Dostupné online
- Das erste Vierteljahrhundert des Allgemeinen deutschen Frauenvereins. Leipzig 1890.

### České překlady
- Poslední Přemyslovec: historická povídka. Překlad František Augustin Urbánek. V Praze: I.L. Kober, 1868. 73 s.